# Ley de drogas (Chile)
La Ley N° 20.000, que sustituye la Ley Nº 19.366, que sanciona el tráfico ilícito de estupefacientes y sustancias sicotrópicas, conocida como Ley de drogas, es una ley chilena que tipifica delitos y faltas relativos al tráfico y consumo de drogas y confiere facultades especiales de investigación a la autoridad. Fue promulgada el 2 de febrero de 2005 y publicada en el Diario Oficial el 16 de febrero del mismo año.

## Historia de la ley

### Legislación previa
Los antecedentes de esta ley fueron:
- Ley N.º 17.155, Modifica Código Penal en lo relativo a delitos contra la Salud Pública y Códigos de Procedimiento Penal y Sanitario, de 4 de junio de 1969.[nota 1]
- Ley N.º 17.934, Reprime tráfico de Estupefacientes, del 16 de mayo de 1973.
- Ley N.º 18.403, Sanciona el tráfico ilícito de drogas y estupefacientes y deroga la Ley Nº 17.934, del 4 de marzo de 1985.
- Ley N.º 19.366, Sanciona el tráfico ilícito de estupefacientes y sustancias sicotrópicas, dicta y modifica diversas disposiciones legales y deroga ley N° 18.403, del 29 de septiembre de 1994.

### Tramitación
La Ley N° 20.000 se generó a partir del mensaje del presidente Eduardo Frei Ruiz-Tagle, N.º 232-341, del 2 de diciembre de 1999, en el cual se destacan los avances logrados con la ley N.º 19.366, pero se plantea la necesidad de actualizar la normativa a la realidad de esa época.

La propia aplicación de dicha ley ha determinado la necesidad de adecuarla a las actuales exigencias de la realidad nacional. A ello ha contribuido también la experiencia judicial y policial, el dinamismo con que se desarrollan estos delitos y los resultados de los permanentes estudios que efectúan el Gobierno, a través del Consejo Nacional para el Control de Estupefacientes y de otros servicios públicos, como también, de las Comisiones Especial de Drogas y de Constitución, Legislación y Justicia de la H. Cámara de Diputados, y de algunas instituciones privadas.
Mensaje de S.E. el Presidente de la República con el que inicia un Proyecto de Ley que sustituye la ley N° 19.366,
que sanciona el tráfico ilícito de estupefacientes y sustancias psicotrópicas, 2 de diciembre de 1999.

La ley ingresó a la Cámara de Diputados, la cual ofició su texto aprobado al Senado el 24 de enero de 2002. El Senado envió su texto revisado a la cámara de origen el 18 de agosto de 2004, siendo aprobadas las enmiendas del Senado por oficio del 5 de octubre de ese año. El 2 de noviembre de 2004 el proyecto pasó a la Comisión Mixta, cuyas observaciones fueron aprobadas por el Senado el 17 de ese mes, y la envió al presidente de la República —en ese entonces Ricardo Lagos— el 30 de noviembre de 2004.
Tras pasar por el Tribunal Constitucional, la ley fue finalmente promulgada por el presidente Ricardo Lagos, el 2 de febrero de 2005, y publicada el 16 de febrero en el Diario Oficial.

## Contenido

### Estructura
| Títulos                                                                             | Párrafos | Artículos           |
| ----------------------------------------------------------------------------------- | --- | ------------------- |
| Título I: De los delitos y sanciones                                                | Párrafo 1º: De los crímenes y simples delitos                                                                                   | Artículos 1-18      |
| Título I: De los delitos y sanciones                                                | Párrafo 2º: De las circunstancias agravantes                                                                                    | Artículos 19-21     |
| Título I: De los delitos y sanciones                                                | Párrafo 3º: De la cooperación eficaz                                                                                            | Artículo 22         |
| Título II: De las técnicas de investigación                                         | Párrafo 1º: De las entregas vigiladas o controladas                                                                             | Artículo 23         |
| Título II: De las técnicas de investigación                                         | Párrafo 2º: De la restricción de las comunicaciones y otros medios técnicos de investigación                                    | Artículo 24         |
| Título II: De las técnicas de investigación                                         | Párrafo 3º: Del agente encubierto, el agente revelador y el informante                                                          | Artículo 25         |
| Título III: De la competencia del Ministerio Público                                | Párrafo 1º: De la investigación                                                                                                 | Artículos 26-29 bis |
| Título III: De la competencia del Ministerio Público                                | Párrafo 2º: De las medidas de protección a testigos, peritos, agentes encubiertos, reveladores, informantes y cooperador eficaz | Artículos 30-37     |
| Título III: De la competencia del Ministerio Público                                | Párrafo 3º: De las medidas para asegurar el mejor resultado de la Investigación                                                 | Artículos 38-46     |
| Título III: De la competencia del Ministerio Público                                | Párrafo 4º: De la Cooperación Internacional                                                                                     | Artículos 47-49     |
| Título IV: De las faltas                                                            | Párrafo 1º: De las faltas | Artículo 50         |
| Título IV: De las faltas                                                            | Párrafo 2º: De las faltas especiales                                                                                            | Artículo 51         |
| Título IV: De las faltas                                                            | Párrafo 3º: De la aplicación de la pena                                                                                         | Artículos 52-54     |
| Título V: De las medidas de control de precursores y sustancias químicas esenciales | Título V: De las medidas de control de precursores y sustancias químicas esenciales                                             | Artículos 55-60     |
| Título VI: Disposiciones varias                                                     | Título VI: Disposiciones varias                                                                                                 | Artículos 61-76     |

## Aplicación de la ley

### Procedimientos policiales
La ley de drogas encarga a las fuerzas de policía —Carabineros de Chile y la Policía de Investigaciones— la realización de los procedimientos relativos a delitos y faltas de esta ley. Así mismo, otorga facultades limitadas a Gendarmería de Chile, cuando los delitos son cometidos dentro de los recintos penitenciarios, y al Servicio Nacional de Aduanas, cuando las pruebas del delito se encuentran en zonas sujetas a la potestad aduanera.
En el año 2013, se informaron 63 186 detenciones por infracciones a esta ley, de las cuales un 54,4% fue por porte o tenencia (34 379), un 21,8% por tráfico (13 780), un 15,7% por consumo (9910) y un 2,7% por cultivo (1687). Los principales decomisos de droga ese mismo año se realizaron por marihuana procesada (23 305,53 kilos), pasta base (10 798,40 kilos) y clorhidrato de cocaína (2932,77 kilos).
| Procedimientos por ley de drogas en Chile | Procedimientos por ley de drogas en Chile | Procedimientos por ley de drogas en Chile |
| Año                                       | Cantidad                                  | Detenciones                               |
| ----------------------------------------- | ----------------------------------------- | ----------------------------------------- |
| 2010                                      | 49 406                                    | 74 945                                    |
| 2011                                      | 51 273                                    | 77 987                                    |
| 2012                                      | 55 586                                    | 85 023                                    |
| 2013                                      | 44 942                                    | 63 186                                    |

### Permisos de cultivo
La Ley N° 20.000 en sus artículos 8 al 11 permite excepcionalmente el cultivo de cannabis, estableciendo requisitos y penas por sus incumplimientos. El específico de estos permisos se explícita en el reglamento 867, en su título segundo; artículos 6º a 8º. La ley establece que se permitirá el cultivo si se justifica «que están destinadas a su uso o consumo personal exclusivo y próximo en el tiempo», autorización que depende del Servicio Agrícola y Ganadero (SAG).
Dicho permiso se otorgó por primera vez en marzo de 2011, a la empresa Agrofuturo en Los Ángeles, pero fue revocado meses más tarde, ante lo cual la empresa interpuso un recurso de protección que fue acogido. Finalmente, la Corte Suprema confirmó la anulación del permiso en 2014.
En septiembre de 2014, el SAG autorizó a la Municipalidad de La Florida y a la Fundación Daya para cosechar cannabis con el fin de producir aceite de marihuana para pacientes con cáncer. En enero de 2015, se autorizó nuevamente a Agrofuturo para realizar el cultivo de cannabis con fines medicinales y de investigación.

## Reglamentos
El reglamento de la Ley N° 20.000, que la complementa, se aprobó por Decreto 867, del 8 de agosto de 2007, durante el primer gobierno de Michelle Bachelet.Otras normas complementarias han sido dictadas en virtud de esta ley, como el Decreto 1.215 del 31 de octubre de 2006, que establece normas que regulan las medidas de prevención del consumo de drogas en los órganos estatales, y el Decreto 1.358 del 22 de diciembre de 2006, que establece normas que regulan las medidas de control de precursores y sustancias químicas esenciales mediante un Registro Especial de Usuarios.

## Reformas
El texto de la Ley N° 20.000 ha sido modificado por las siguientes leyes:
- Ley N.º 20.074, Modifica los Códigos Procesal Penal y Penal, del 9 de noviembre de 2005.
- Ley N.º 20.502, Crea el Ministerio del Interior y Seguridad Pública y el Servicio Nacional para la Prevención y Rehabilitación del Consumo de Drogas y Alcohol, y modifica diversos cuerpos legales, del 9 de febrero de 2011.
- Ley N.º 20.587, Modifica el régimen de libertad condicional y establece, en caso de multa, la pena alternativa de trabajos comunitarios, del 28 de mayo de 2012.
- Ley N.º 20.603, Modifica la Ley Nº 18.216, que establece medidas alternativas a las penas privativas o restrictivas de libertad, del 13 de junio de 2012.

Otros proyectos de ley que han sido presentados en el Congreso Nacional para reformar esta ley no fueron aprobados o están en trámite, entre ellos los que buscan autorizar el uso terapéutico de la cannabis y la despenalización de su consumo.

## Críticas

### Regulación del consumo de drogas
Los activistas califican esta ley como de «aplicación subjetiva y azarosa», dado que ésta no específica cantidades para distinguir la legitima posesión «para el consumo personal y próximo en el tiempo» y la figura penal del microtráfico. Así mismo, la Fiscalía tampoco dispone de criterios públicos que transparenten su disposición a formalizar esta figura penal.
El antepenúltimo inciso del artículo 50, tipifica una figura llamada «consumo concertado». Múltiples organizaciones pro-reforma de la Ley N° 20.000 lo califican como atentatoria contra el principio de libre asociación, contra la misma naturaleza humana de animal gregario, y la naturaleza del acto de consumo como un hábito social aceptado (ej: mate, café, etc).

### Uso de cannabis

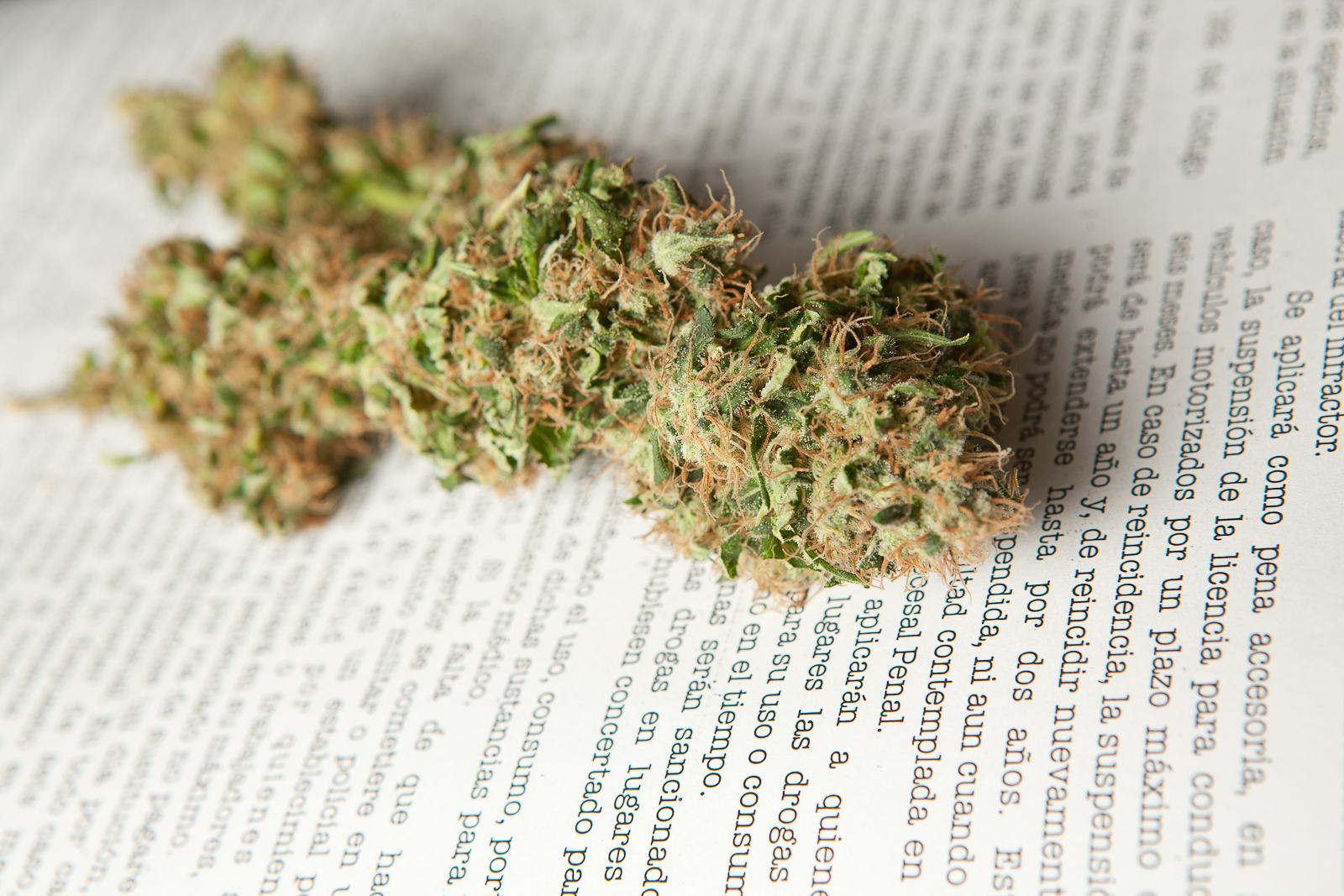
Cannabis sobre una copia de la Ley de Drogas, la cual castiga su cultivo, posesión, porte y distribución.

Como aplicación de la Ley N° 20.000, a través del Reglamento N° 867, el cannabis es clasificado en lista 1, como «sustancias o drogas estupefacientes o sicotrópicas, productoras de dependencia física o síquica, capaces de provocar graves efectos tóxicos o daños considerables a la salud». Cabe destacar que la cannabis en el Código Sanitario es clasificada en lista 2 como «sustancias o drogas estupefacientes o sicotrópicas, productoras de dependencia física o síquica».
Los críticos de la ley, plantean que existe suficiente evidencia científica que refuta esta clasificación, lo que ha derivado en múltiples solicitudes de reclasificación que existen en la actualidad. Otros incluso sostienen que el actual control político por parte del ejecutivo de esta lista es un vicio del sistema que se requiere una nueva orgánica independiente de naturaleza técnica y aislada de la política contingente de corto e inmediato plazo. En algunos documentos por ejemplo proponen como referencia el caso del Drug Committee en el Reino Unido.
Bajo la antigua Ley N° 19.366 se excluyó de sanción en tribunales a dos cultivadores que contaban con recomendación de su médico.[cita requerida] La ley insinúa la legitimidad de utilizar sustancias prohibidas bajo una autorización médica, al excluir de sanción a lo uniformados que así lo hagan en su Art. 14. El cannabis y sus componentes activos son invalidados para uso clínico en los Decretos 867, 405 y 404.

### «Lista negra» de abogados
El artículo 61 de la ley N.º 20.000 de drogas establece un registro en la Contraloría de los abogados que concurran a juicio en representación de imputado por ley de drogas, para denegar o despedir a éstos de cualquier trabajo ante cualquier institución del Estado, incluso tratándose de profesores de derecho en universidades públicas. Esta práctica  ha sido considerada una discriminación arbitraria, que vulneraría el debido proceso, la igualdad ante la ley, la libertad de trabajo y otras garantías fundamentales resguardadas en la constitución y los tratados internacionales ratificados y vigentes en Chile.